# Annabeth Gish
Anne Elizabeth Gish (Albuquerque (New Mexico), 13 maart 1971) is een Amerikaanse actrice. 
Gish is onder andere bekend van haar acteerwerk in The X-Files, The West Wing, Brotherhood en The Bridge. 

## Biografie
Gish werd geboren in Albuquerque, en op tweejarige leeftijd verhuisde zij met haar familie naar Cedar Falls waar zij opgroeide met haar broer en zus. Gish doorliep de high school aan de Northern University High School in Cedar Falls waar zij in 1989 haar diploma haalde. Hierna haalde zij in 1993 haar bachelor of arts in Engels aan de  Duke University in Durham (North Carolina), hier nam zij deel aan het toneelprogramma en kreeg zij haar voorliefde voor het acteren. 
Gish begon in 1986 met acteren in de film Desert Bloom waarna zij nog meerdere rollen speelde in films en televisieseries. Zij is onder andere bekend van haar acteren in The X-Files (2001-2002), The West Wing (2003-2006), Brotherhood (2006-2008) en The Bridge (2013-2014). 
Gish is in 2003 getrouwd met een stuntman en heeft uit dit huwelijk twee kinderen.

## Filmografie

### Film
Selectie:
- 1986: Hero in the Family, als Jessie
- 1986: Desert Bloom, als Rose Chismore
- 1987: Hiding Out, als Ryan Campbell
- 1988: Mystic Pizza, als Kat Arujo
- 1989: Shag, als Caroline "Pudge" Carmichael
- 1994: Wyatt Earp, als Urilla Sutherland
- 1995: The Last Supper, als Paulie
- 1995: Nixon, als Julie Nixon Eisenhower
- 1996: Beautiful Girls , als Tracy Stover
- 1997: Steel , als Susan Sparks
- 1999: Double Jeopardy, als Angie Green
- 2002: Buying the Cow, als Nicole
- 2006: Desperation, als Mary Jackson
- 2011: Texas Killing Fields, als Gwen Heigh
- 2012: Americana, als Rachel Garano
- 2012: Home Run Showdown, als Michelle
- 2012: A Mother's Nightmare, als Maddie Stewart
- 2016: Before I Wake, als Natalie
- 2016: Term Life, als Lucy
- 2017: Grass Stains, als mrs. Turner
- 2017: Highly Functional, als Alice

### Televisieseries
Uitgezonderd eenmalige gastrollen.
- 1994: Scarlett, als Anne Hampton / butler - 4 afl.
- 1995: Courthouse, als Lenore Laderman - 11 afl.
- 2001-2018: The X-Files, als Monica Reyes - 25 afl.
- 2003-2006: The West Wing, als Elizabeth Bartlet Westin - 6 afl.
- 2006-2008: Brotherhood, als Eileen Caffee - 29 afl.
- 2010: FlashForward, als Lita - 3 afl.
- 2011: Bag of Bones, als Jo Noonan - 2 afl.
- 2011-2012: CSI: Crime Scene Investigation, als Laura Gabriel - 3 afl.
- 2013-2014: The Bridge, als Charlotte Millwright - 23 afl.
- 2014: Sons of Anarchy, als sheriff Althea Jarry - 10 afl.
- 2011-2015: Pretty Little Liars, als Anne Sullivan - 9 afl.
- 2016: Scandal, als Lillian Forrester - 3 afl.
- 2016: Rizzoli & Isles, als Alice Sands - 4 afl.
- 2016-2017: Halt and Catch Fire, als Diane Gould - 13 afl.
- 2018: The Haunting of Hill House, als Clara Dudley - 6 afl.
- 2020: FreeRayshawn, als rechercheur Lincoln - 15 afl.
- 2021: Midnight Mass, als dr. Sarah Grunning - 7 afl.
- 2022: Barry - als Julie - 2 afl.

- Biblioteca Nacional de España: XX1341534
- Bibliothèque nationale de France: cb141817581 (data)
- Gemeinsame Normdatei: 140792090
- International Standard Name Identifier: 0000 0001 1946 6941
- Library of Congress Control Number: no95015350
- Nationale Bibliotheek van Tsjechië: xx0172851
- Nationale Bibliotheek van Polen: a0000001835522
- Nederlandse Thesaurus van Auteursnamen: 075263459
- SNAC: w6tg5p3m
- Virtual International Authority File: 12515634
- WorldCat: E39PBJmdxyfRBytcD7BcQMfwmd